# San Pedro (Entre Ríos)
San Pedro é uma junta de governo da província de Entre Ríos, na Argentina.